# Афрах, Хусейн Кулмие
Хусейн Кулмие Афрах (сомал.  Xuseen Kulmiye Afrax, араб.  أفراح حسين ‎, англ. Hussein Kulmieh Afrah ); 1920, Сомали — до 2007) — сомалийский политический и военный деятель. Генерал-майор, вице-президент Верховного Революционного совета Сомалийской Демократической Республики в 1971—1976 годах, вице-президент Сомалийской Демократической Республики в 1976—1982 годах. Видный деятель режима генерала Мохаммеда Сиада Барре, член Политбюро ЦК Сомалийской революционной социалистической партии с июля 1976 года.

## Биография
Хусейн Кулмие Афрах родился в 1920 году. Происходил из рода абгаал клана хавие. В 1945 году поступил на службу в итальянскую колониальную полицию, обучался в Итальянской офицерской академии в Риме. В 1950—1954 годах инструктор в полицейской школе в Могадишо. В 1960 году, после получения Сомали независимости, был адъютантом первого президента Сомали Адена Абдуллы Османа.

### Карьера после переворота 1969 года. Вице-президент
Служил в полиции, в звании бригадного генерала участвовал в перевороте 21 октября 1969 года, приведшем к власти генерала Мохаммеда Сиада Барре, в 1970 году стал членом Верховного революционного совета Сомалийской Демократической республики и до 1974 года был председателем комитета экономики ВРС. В 1971 году, когда Сиад Барре устранил группу генерал-майора Салаада Гавейре Кедие и вице-президента ВРС генерала Мохаммеда Айнанше и начал выдвигать в руководство страной верных себе людей, Хусейн Кулмие Афрах был назначен вице-президентом Верховного революционного совета и государственным секретарём (министром) внутренних дел Сомали. После назначения, в ноябре 1971 года, Афрах был отправлен с официальным визитом в Гвинею, Заир, Уганду и Кению. Он стал одной из ключевых фигур режима Сиада Барре.
С июля 1976 года Хусейн Кулмие Афрах был членом Центрального комитета и членом Политбюро Сомалийской революционной социалистической партии, получил звание генерал-майор, был назначен вице-президентом Сомалийской Демократической Республики и помощником президента СДР по делам президентства.
В мае 1977 года, накануне начала войны в Огадене, Хусейн Кулмие Афрах посетил Судан и в июле Кению, а в ноябре того же года, когда Сомали разорвала отношения с Советским Союзом, совершил поездку в Великобританию, Францию и ФРГ, где искал поддержку для Сомали. В апреле 1980 года с той же целью посетил КНР. С 21 октября 1980 года — председатель Социального комитета после введения чрезвычайного положения в Сомали и член восстановленного Верховного революционного совета.

### Второй вице-президент
В 1982 году Хусейн Кулмие Афрах занял посты 2-го вице-президента и помощника президента по государственным делам. С 1985 года — министр планирования с оставлением поста помощника президента. После покушения на Сиада Барре 23 мая 1986 года и обострения соперничества в руководстве Сомали был членом т. н. «конституционной фракции» во главе с 1-м вице-президентом Мухаммедом Али Саматаром против фракции президентского клана марехан.

### Завершение карьеры
В 1987 году Афрах был освобождён от обязанностей 2-го вице-президента и назначен заместителем премьер-министра и министром национального планирования (до 1988 года) и (с января 1988 года) первым заместителем премьер-министра, отвечающим за экономические и финансовые дела. В апреле 1989 года занял пост министра национального планирования. В феврале 1990 года Афрах был избран председателем Народного собрания Сомалийской Демократической Республики. В январе 1991 года Сомалийская демократическая республика и Сомалийская революционная социалистическая партия перестали существовать.